# Các công trình trên đường hành hương Saint-Jacques-de-Compostelle
Các công trình trên đường hành hương Saint-Jacques-de-Compostelle là một quần thể các công trình gồm nhà thờ, tu viện... thuộc Pháp, trong đó có rất nhiều nhà thờ, tu viện rất đẹp. Năm 1998, UNESCO đã công nhận Các công trình trên đường hành hương Saint-Jacques-de-Compostelle là di sản thế giới.

## Một số công trình
- Périgueux: Nhà thờ Saint-Front
- Saint-Avit-Sénieur: nhà thờ
- Bazas: nhà thờ
- Bordeaux: nhà thờ kiểu Basilica
- Bordeaux: nhà thờ kiểu Basilica
- Bordeaux: nhà thờ Saint-André
- La Sauve-Majeure: tu viện
- La Sauve-Majeure: nhà thờ Saint Pierre
- Soulac-sur-Mer: nhà thờ
- Aire-sur-l'Adour: Nhà thờ Sainte-Quitterie
- Mimizan: tháp chuông
- Sorde-l'Abbaye: Tu viện Saint-Jean
- Saint-Sever: Tu viện Saint-Sever
- Agen: nhà thờ Saint Caprais
- Bayonne: nhà thờ Sainte-Marie
- L'Hôpital-Saint-Blaise: nhà thờ
- Saint-Jean-Pied-de-Port: Cổng Saint Jacques
- Oloron-Sainte-Marie: nhà thờ Sainte Marie
- Clermont-Ferrand: Nhà thờ Notre-Dame-du-Port
- Le Puy-en-Velay: nhà thờ
- Le Puy-en-Velay: Khách sạn Dieu-Saint-Jacques
- Le Mont-Saint-Michel
- La Charité-sur-Loire: Nhà thờ Sainte-Croix-Notre-Dame
- Asquins: Nhà thờ Saint-Jacques d'Asquins
- Vézelay: Nhà thờ Sainte-Madeleine
- Neuvy-Saint-Sépulchre: Nhà thờ Saint-Etienne
- Bourges: Nhà thờ Saint-Etienne
- L'Épine: Nhà thờ Đức Bà L'Épine
- Châlons-en-Champagne: Nhà thờ Notre-Dame-en-Vaux
- Paris: Nhà thờ Saint-Jacques-de-la-Boucherie
- Amiens: Nhà thờ Đức Bà
- Cùng các công trình khác...